# Pinanga minor
Pinanga minor är en enhjärtbladig växtart som beskrevs av Carl Ludwig von Blume. Pinanga minor ingår i släktet Pinanga och familjen Arecaceae.
Artens utbredningsområde är Sulawesi. Inga underarter finns listade i Catalogue of Life.